# IQ와 국가의 부
《IQ와 국가의 부》(IQ and the Wealth of Nations)는 북아일랜드 얼스터 대학의 리차드 린 박사와 핀란드 탐페르 대학의 타투 반하넨 박사가 공동저술하여 2002년에 출판된 연구보고서이다. 이 보고서에서는 국가에 따라 평균 지능지수(IQ)의 차이가 있으며 이것이 국가의 부에 일정 부분 영향을 미쳤다고 평가했다. 다만 이 연구결과는 과학적 인종주의를 비롯한 많은 논란에 직면했다.

## 데이터
| 순위 | 국가       | 평균 IQ |
| ---- | ---------- | ------- |
| 1    | 대한민국   | 106     |
| 2    | 일본       | 105     |
| 3    | 대만       | 104     |
| 4    | 싱가포르   | 103     |
| 5    | 독일       | 102     |
| 5    | 오스트리아 | 102     |
| 5    | 이탈리아   | 102     |
| 5    | 네덜란드   | 102     |

## 나혼자 보기
- 경제적 불평등